# Communes de la province de Nuoro
- Haut – A
- B
- C
- D
- E
- F
- G
- H
- I
- J
- K
- L
- M
- N
- O
- P
- Q
- R
- S
- T
- U
- V
- W
- X
- Y
- Z

## A
- Aritzo
- Arzana
- Atzara
- Austis

## B
- Bari Sardo
- Baunei
- Belvì
- Birori
- Bitti
- Bolotana
- Borore
- Bortigali

## C
- Cardedu

## D
- Desulo
- Dorgali
- Dualchi

## E
- Elini

## F
- Fonni

## G
- Gadoni
- Gairo
- Galtellì
- Gavoi
- Girasole

## I
- Ilbono
- Irgoli

## L
- Lanusei
- Lei
- Loceri
- Loculi
- Lodine
- Lodè
- Lotzorai
- Lula

## M
- Macomer
- Mamoiada
- Meana Sardo
- Montresta

## N
- Noragugume
- Nuoro

## O
- Oliena
- Ollolai
- Olzai
- Onanì
- Onifai
- Oniferi
- Orani
- Orgosolo
- Orosei
- Orotelli
- Ortueri
- Orune
- Osidda
- Osini
- Ottana
- Ovodda

## P
- Perdasdefogu
- Posada

## S
- Sarule
- Seui
- Silanus
- Sindia
- Siniscola
- Sorgono

## T
- Talana
- Tertenia
- Teti
- Tiana
- Tonara
- Torpè
- Tortolì

## U
- Ulassai
- Urzulei
- Ussassai

## V
- Villagrande Strisaili